# Ptychamalia nigromarginata
Ptychamalia nigromarginata là một loài bướm đêm trong họ Geometridae.